# Microcerella travassosi
Microcerella travassosi är en tvåvingeart som beskrevs av Guilherme A.M.Lopes 1980. Microcerella travassosi ingår i släktet Microcerella och familjen köttflugor. Inga underarter finns listade i Catalogue of Life.